# Smithia finetii
Smithia finetii är en ärtväxtart som beskrevs av François Gagnepain. Smithia finetii ingår i släktet Smithia och familjen ärtväxter. Inga underarter finns listade i Catalogue of Life.